# 阿法齒負鼠屬
阿法齒負鼠（學名Alphadon），又名叉齒獸或叉齒龍，是一屬細小及原始的哺乳動物，與現今有袋類同屬後獸下綱。牠們的化石是由喬治·蓋洛德·辛普森發現，並於1929年命名。
由於只發現了其牙齒，所以其外觀不詳。牠們有可能長達30厘米，及像現今的負鼠。從其牙齒推斷，牠們很有可能是雜食性的，主要吃果實、無脊椎動物及細小的脊椎動物。
阿法齒負鼠生存於白堊紀晚期，與暴龍及三角龍屬於同一時代。牠們的化石在整個北美洲也有發現，北至加拿大的艾伯塔省，南至美國的新墨西哥州。

## 外部連結
- 叉齒獸科
- 阿法齒負鼠的圖片及資料 （页面存档备份，存于）